# Moyenne-Sido
Moyenne-Sido est une localité de la commune de Sido dans la préfecture de l’Ouham, en République centrafricaine.

## Géographie
La localité se situe sur la rive droite la rivière Grande Sido, qui constitue la frontière avec la République du Tchad, face à la ville tchadienne de Sido ou Nadili.
Elle est traversée par la route nationale RN4 qui relie Kabo (à 61 km au sud), puis Damara et au-delà Bangui au Tchad.

## Histoire
La ville tombe aux mains de la Seleka le 1er mars 2013.